# Doggerella cohaerens
Doggerella cohaerens is een insect dat behoort tot de orde vliesvleugeligen (Hymenoptera) en de familie van de schildwespen (Braconidae). De wetenschappelijke naam van de soort werd voor het eerst geldig gepubliceerd door Mahmood, Quicke & Papp in 2011.